# Kurt Frölich
Pour les articles homonymes, voir Frölich.
Kurt Frölich (né le 27 mai 1893 à Leipzig, mort le 7 juin 1941 à Dresde) est un résistant allemand au nazisme.

## Biographie
Kurt Frölich fait un apprentissage de typographe. Il se rapproche des jeunes socialistes puis du SPD. À cause de son éducation et de son expérience de soldat de la Première Guerre mondiale, il est un pacifiste et prend part à la révolution allemande de 1918-1919. Déçu par la position du SPD, il est un temps avec le mouvement anarchiste.
En 1919, il est membre du mouvement Ansiedlung Ost qui soutient le bolchevisme. Il fait alors la connaissance d'Emma, son épouse. Il s'oppose au putsch de Kapp à Leipzig. La même année, il adhère au Parti communiste d'Allemagne (KPD). De 1921 à 1925, il travaille et vit avec sa famille en Union Soviétique.
À son retour en Allemagne, il s'installe à Dresde et travaille pour l'impression d'Arbeiterstimme, l'organe local du KPD. Il fait partie du secrétariat et est propagandiste et instructeur à Dresde-Leuben.
Après la prise du pouvoir par le nazisme, il est arrêté en mars 1933 et maltraité par la SA. Il continue d'être interrogé puis est envoyé après sa condamnation au camp de concentration de Colditz puis en 1937 à Sachsenburg. De santé fragile, il meurt des suites de la maltraitance et des mauvaises conditions de vie.